# Ligusterhumor
 Denne artikel bør gennemlæses af en person med fagkendskab for at sikre den faglige korrekthed.

Ligusterhumor er et begreb, der dækker over en bestemt genre indefor humorens univers. Det er den platte og enormt letkøbte humor, ofte på grænsen til at være helt og aldeles banal. Der leges med ordspil, og der kan ofte være seksuelle undertoner i denne form for humor. Begrebet kaldes blandt andet også for "far-humor". Alt i alt er det betegnelsen for "slå sig på låret"-humor.

## Eksempler
- Hvis man sidder på en restaurant og venter på sin mad kan det lyde -"Mon de skal ud og skyde kalven først???"
- Det samme med vinen på baren -"Skal de mon ud og plukke druerne først???"
- Udover det kan ligusterhumoren også være snakken over hækken som -"Det sagde hun også i går"